# Cosacos de Azov
La Hueste de Cosacos de Azov (en ucraniano: Азовське козацьке військо; en ruso: Азовское Казачье Войско) fue una hueste cosaca que existió en la costa septentrional del mar de Azov entre 1832 y 1862.
La hueste estaba compuesta por varios grupos cosacos que fueron reasentados en la región. Los más numerosos eran los cosacos del Sich del Danubio, que habían regresado a la protección rusa en 1828. La hueste era la única en el Imperio ruso encargada principalmente de tareas de Guardia Naval costera, participando intensamente en el desarrollo de la Guerra del Cáucaso y la Guerra de Crimea.

## Zadunáyets za Azóvom
Durante la guerra ruso-turca de 1828-1829, los cosacos del Sich del Danubio, que vivían en el exilio en el delta del Danubio bajo control otomano, se dividieron por sus lealtades, hacia el ortodoxo Imperio ruso, que habían abandonado en 1775, y el musulmán Imperio otomano, que estaba iniciando otra guerra con Rusia. Dirigidos por su koshovyi otamán Ósip Gladki, algunos de los cosacos eligieron pasar a Rusia, donde fueron amnistiados por Nicolás I en 1828. El zar formó una Hueste especial de Zaporizhia con ellos, que tomó parte activamente en la guerra.
Tras la victoria rusa, se consideró suficiente la creación de la Hueste de Cosacos del Danubio para salvaguardar esa frontera, de modo que la presencia de los grupos exzaporogos en la zona se consideró excesiva. El zar, que había entablado personalmente amistad con Gladki, sugirió que su hueste se trasladara al Kubán junto con el resto de antiguos cosacos de Zaporozhia, los cosacos del mar Negro que estaban participando en la guerra del Cáucaso. En 1830, Gladki visitó el Kubán, pero rechazó la idea de la emigración a la región, por ser muy larga para una hueste tan pequeña, que además no aceptaría someterse a las autoridades de los cosacos del mar Negro. El zar, ante la negativa, les permitió quedarse en Novorósiya en caso de que encontraran un terreno deshabitado adecuado para asentarse. Gladki eligió el territorio adyacente al oeste de la tierra de la Hueste de cosacos del Don en la costa norte del mar de Azov entre Berdyansk y Mariúpol (actual óblast de Donetsk, Ucrania). 
Por tanto, en 1832 Gladki trasladó a su hueste, compuesta por 2 336 cosacos (incluidas 637 mujeres), a Priazovie, con lo que se formó oficialmente la hueste de cosacos de Azov, con Gladki como nakazny atamán. Eran los únicos cosacos que se ocupaban de tareas navales y les fue encargada la de defensa de las costas del mar Negro del Cáucaso y Crimea. Debido a su reducido tamaño inicial, al grupo se agregó el campesinado del seló Novospásovka y otros campesinos voluntarios de la gobernación de Chernígov. En 1839, un grupo de 217 cosacos de Nekrásov se añadió a la hueste.

## Guardia de la Costa del mar Negro

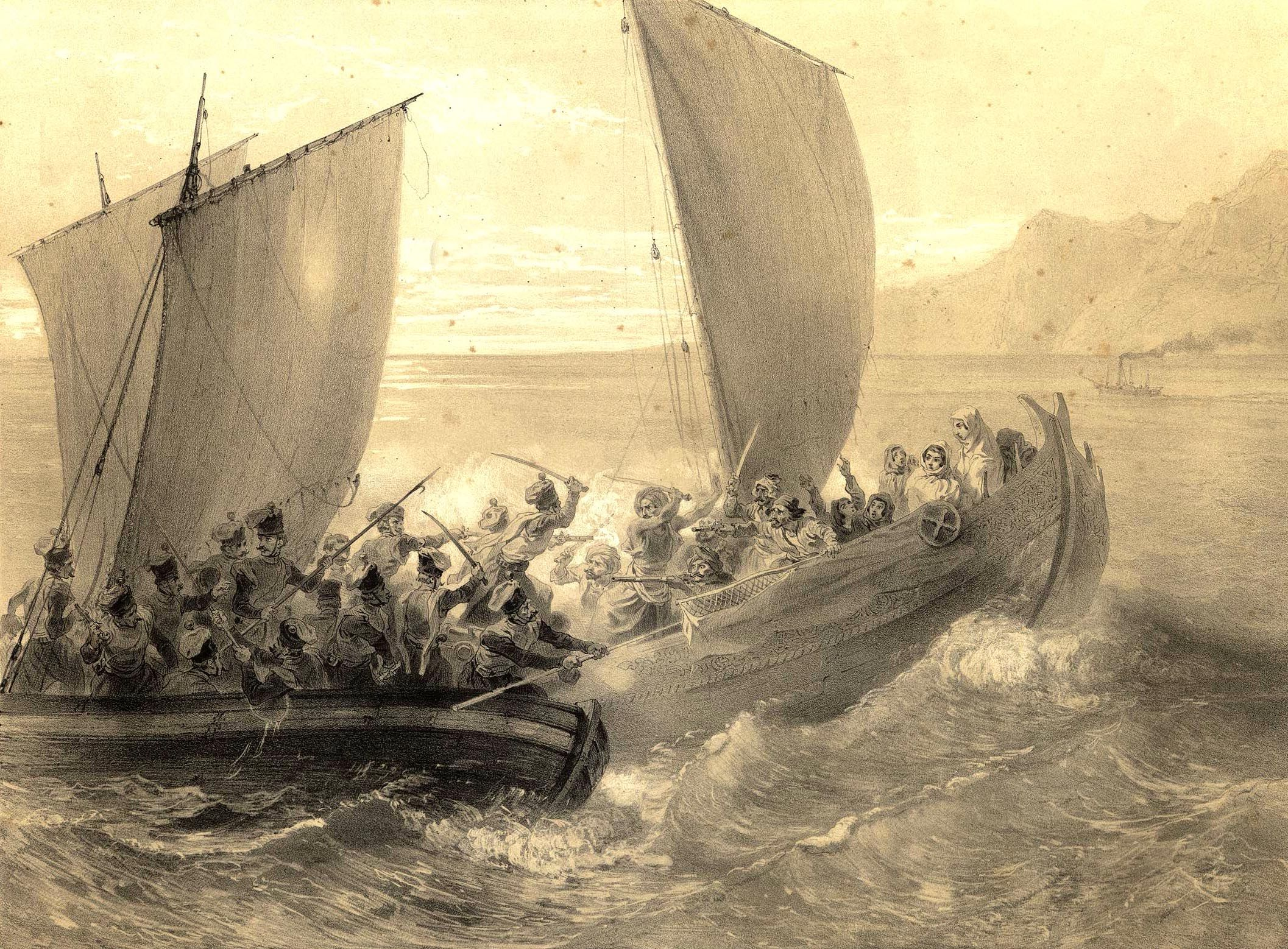
Cosacos de Azov luchando contra piratas turcos (1847).

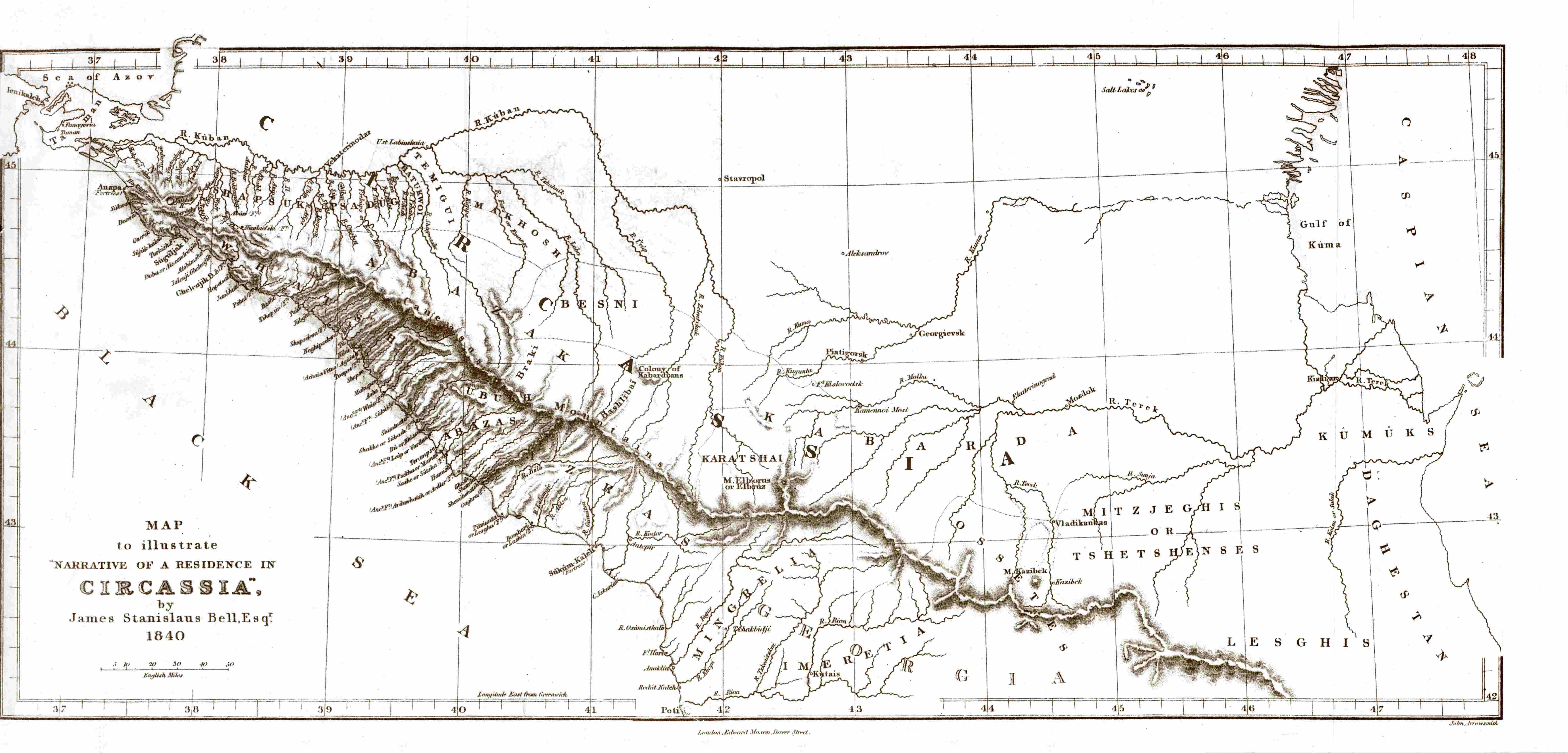
Los cosacos de Azov eran responsables de la defensa de la vasta costa de Circasia

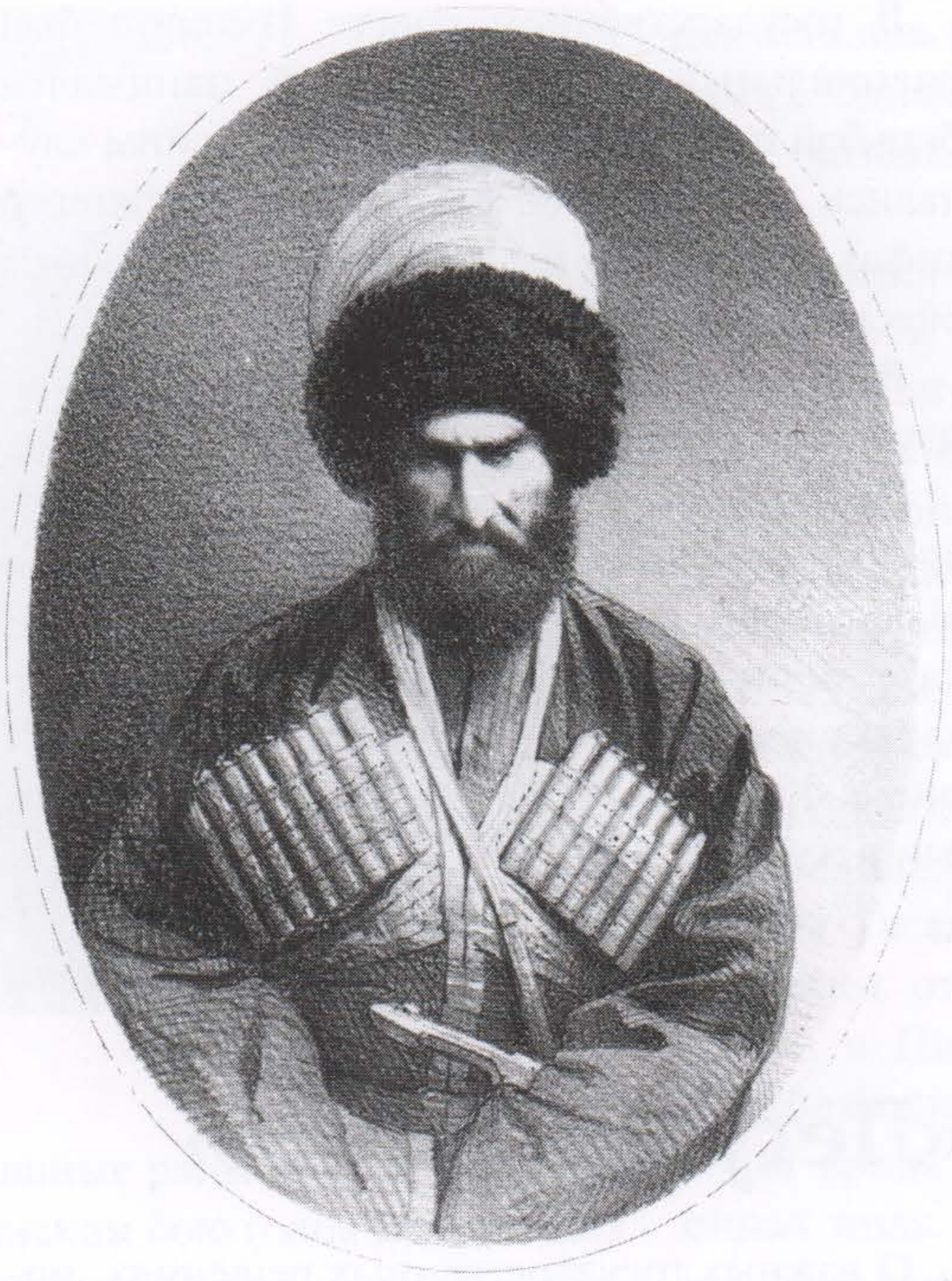
Magomet-amin

La Hueste de Azov se vio instantáneamente envuelta en la guerra del Cáucaso. Por sugerencia del asistente del general Yermólov, Alekséi Veliamínov, se quiso presionar a los pueblos circasianos desde las vertientes sudoccidentales de la cordillera del Cáucaso, a lo largo del mar Negro desde el estrecho de Kerch a Abjasia. Se propuso una línea de defensa desde Anapa a Sujumi. Los primeros desembarcos marítimos llevados a cabo por la Flota del Mar Negro tuvieron lugar en 1830 cerca de Gagra, antes de que la hueste se formara. Tras la llegada de Gladki en 1832, organizó 10 brigadas de veinte cosacos (más tarde serían 26 brigadas) que se encargarían a bordo de sus embarcaciones (barka), de expediciones de reconocimiento y apoyo a la marina en sus desembarcos.
Los cosacos de Azov se dedicaban asimismo a interceptar numerosos suministros de contrabando ingleses, franceses y turcos, destruyendo dos goletas y capturando al mercante inglés Vixen que llevaba una arsenal completo de fusiles para los circasianos en 1835 en las costas de Novorosíisk. A pesar de sus éxitos en estas funciones, en 1839 el imán Shamil envió a la zona su naib Magomet-Amin, que en lugar de dirigir a los circasianos a la línea defensiva del Kubán, les hizo abalanzarse sobre la línea del mar Negro en 1840. Superados en número y tras la captura por parte circasiana de varios fuertes y guarniciones se decidió abandonar la costa del mar Negro, defendiendo los cosacos de Azov la evacuación de las unidades superviviente rusas.
A pesar del fracaso en la construcción de la línea defensiva, la evacuación rusa no afectó a la tarea de patrulla de los cosacos de Azov en la costa del mar Negro. En 1845 se reunió a las 26 brigadas, que fueron reorganizadas en dos grupos. El primero, compuesto por 147 cosacos y siete starshinás, patrullaba desde Anapa al fuerte de Navaginsk en el actual Sochi. El otro grupo, compuesto por 164 cosacos y veinte starshinás lo hacía desde Sviatogo Duja a Sviatogo Nikólaya (Sujumi). Durante los siguientes años, como diría el general Rayevski: "los cosacos de Azov demostraron ser una fuerza potente, causando temor a los capitanes de los barcos de contrabando y las galeras circasianas". El éxito de los cosacos de Azov condujo a que en 1843 se diseñara un plan para reasentarles en toda la costa del mar Negro, desde Mingrelia a la desembocadura del río Kubán. Sin embargo, este plan no se llevó a cabo.

## La Guerra de Crimea
Tras los acontecimientos de 1848 estaba claro que Rusia estaba en camino de otro importante conflicto contra el Imperio otomano y sus nuevos aliados, el Imperio británico y el Segundo Imperio francés. La primera tarea de los cosacos de Azov fue sabotear las fortalezas que aún permanecían en la costa del mar Negro y que ellos mismos habían construido. Al entrar los navíos ingleses y franceses al mar de Azov por el estrecho de Kerch con la intención de remontar el Don forzando a las tropas rusas de refuerzo en camino a Crimea a ocuparse de otro frente, se encomendó a la hueste de Azov (compuesta en aquel entonces por unos 1 920 hombres) el impedir que el enemigo llegara al Don, tarea que realizaron con éxito en el desarrollo del sitio de Taganrog.
Sin embargo, la débil defensa del estrecho de Kerch significó que en mayo de 1855 un escuadrón de 57 buques ingleses y franceses con 14 700 hombres a bordo ingresaran en el mar de Azov, bombardeando Berdyansk, Petróvskaya, Mariúpol y otras localidades de la costa norte del Azov. Los intentos de desembarco, no obstante, fueron completos fracasos. En Petróvskaya (actual Volodarsk) fueron rechazados por los cosacos de Azov y en Taganrog por los cosacos del Don.
Tras el fin de la guerra en 1856 todas las unidades, menos las dedicadas a las patrullas de la costa caucásica fueron licenciadas. La hueste fue condecorada con la distinción máxima a una unidad militar rusa, la Bandera de San Jorge, cuya inscripción decía: "Por la valentía excepcional y el excelente servicio durante la guerra contra los franceses, ingleses y turcos en 1853-1858"

## El fin de los cosacos de Azov
Tras la guerra, Gladki, que tenía el rango de coronel general, se retiró a Aleksándrovsk (actual Zaporizhia) en 1866. Durante los treinta años de presencia cosaca, la costa norte del mar de Azov se convirtió en una zona próspera, donde unos diez mil cosacos desarrollaron la pesca, la agricultura y el comercio. En 1860, en vista del fin de la guerra del Cáucaso, el general Nikolái Evdokímov inició una serie de reformas en las huestes del Cáucaso, creando a partir de las huestes del mar Negro y la Línea del Cáucaso las huestes del Kubán y del Térek
El frente circasiano, particularmente el del Cáucaso Occidental, tras décadas de acción estacionaria comenzó el proceso de captura de territorio circasiano, llevando a sus habitantes de las montañas a los valles y expulsando a los hostiles a Turquía -Muhayir (Cáucaso). Para poblar las ahora vacías montañas, Yevdokímov sugirió al zar Alejandro II trasladar allí a los cosacos del Azov, que se habían quedado sin función militar, al encargarse de la vigilancia en las costas del mar Negro la Armada Imperial Rusa. Inicialmente Yevdokímov propuso la emigración de 800 familias cosacas y ocho oficiales al Cáucaso Occidental con compensaciones financieras y transporte a cargo de erario imperial. Tras liberar de la obligación a los que carecían de hijos adultos, a los huérfanos adolescentes y a aquellos enfermos o mayores de 45 años, se planeó hacer la selección. Son embargo no hubo necesidad de hacerla, puesto que todos los cosacos descendientes del Sich del Danubio, los nekrasovitas, así como los descendientes de los emigrantes de Chernígov, cuyos ancestros eran cosacos en la Slobozhánschyna estuvieron de acuerdo en emigrar al Kubán. Los descendientes de campesinos de Novospásovka y otras localidades, que habían ingresado forzosamente en la hueste cosaca en 1832, decidieron quedarse.
Así, en 1862 1 093 familias (5 224 personas), casi la mitad de la hueste, dejaron el Azov en para colonizar las stanitsas de los regimientos del Abin y del Adagum de los cosacos del Kubán. Participaron en la fase final de la guerra del Cáucaso que finalizaría dos años más tarde, en 1864. En el futuro se integrarían en la hueste del Kubán y compartieron su historia a partir de entonces. Sus descendientes habitan en las stanitsas montañosas del krai de Krasnodar y la república de Adiguesia en Rusia. 
El resto del territorio en Novorósiya pasó a la gobernación de Yekaterinoslav y más tarde a la República Socialista Soviética de Ucrania (óblast de Donetsk), en la que Petróvskaya fue renombrada Volodarsk en 1924. Actualmente se realizan esfuerzos de difusión de la herencia cosaca de la región.